# Jean de Dara
Jean de Dara est un prélat et théologien de l'Église syrienne jacobite, écrivain religieux de langue syriaque, actif dans la première moitié du IXe siècle.
C'est un contemporain du patriarche Denys de Tell-Mahré († 845), qui lui a dédié sa chronique historique. Il a été métropolite de Dara, non loin de Mardin. Il est l'auteur de plusieurs traités, dont :
- un commentaire de la Hiérarchie céleste et de la Hiérarchie ecclésiastique du Pseudo-Denys l'Aréopagite ;
- un traité sur la résurrection des corps, en quatre livres ;
- un traité sur l'eucharistie (en latin De oblatione) ;
- un traité sur le sacerdoce, en quatre livres ;
- un traité sur l'âme.

Il est également l'auteur d'une anaphore de la liturgie de l'Église syriaque orthodoxe.

## Édition de textes
- Jean Sader (éd.), Le De oblatione de Jean de Dara, Corpus Scriptorum Christianorum Orientalium vol. 308-309 (ser. Scriptores Syri vol. 132-133), Louvain, Peeters, 1970.
- Baby Varghese (trad.), The Commentary of John of Dara on the Eucharist, ser. Moran Etho 12, Gorgias Press, 2011.

## Liens
- Ressource relative à la religion :   - Dictionnaire de spiritualité
- Notices d'autorité :   - VIAF
  - IdRef
  - LCCN
  - GND
  - Pays-Bas
  - Israël
  - Vatican
  - Australie
  - Norvège
  - WorldCat